# Mario Edwards Jr.
Mario Edwards Jr. (Gautier, Misisipi, 25 de enero de 1994) es un jugador profesional estadounidense de fútbol americano que se desempeña en la posición de defensive end en Houston Texans, equipo de la National Football League (NFL).

## Carrera
Fue seleccionado en la primera ronda en la Reunión Anual de Selección de Jugadores de la NFL de 2015. Hizo su debut profesional con el equipo Las Vegas Raiders, en el cual jugó tres temporadas (2015-2018), después pasó por varios equipos, New York Giants (2018-2019), New Orleans Saints (2019-2020), Chicago Bears (2020-2022), Tennessee Titans (2022-2023), Seattle Seahawks (2023-2024), y finalmente a Houston Texans, donde lleva jugando una temporada.